# 진주송어
진주송어(Chalcalburnus tarichi)는 터키의 염호인 반호에서 사는 잉어과의 어류이다. 몸길이는 30cm정도로 중형어류에 속한다.

## 특징과 먹이
진주송어는 터키의 염호인 반호의 극한 환경에 적응한 어종으로서 반호에서 유일하게 살고있는 어종이다. 이물고기는 튀르키예에서 인치 케팔리(Inci Kefali)라고 불리며 그외에 페얼 물렛(Pearl Mullet)이라 불리기도 한다. 등지느러미는 앞쪽과 뒤쪽에 하나씩 있고 등지느러미도 앞쪽과 뒤쪽에 나있는 어종이다. 등쪽은 푸른색을 띄며 눈이 상당히 크고 위턱과 아래턱엔 작은 이빨이 나있다. 먹이는 반호에서 서식하는 미생물과 박테리아와 플랑크톤을 먹고 산다. 그에 반면하여 반호에서 서식하는 갈매기들은 이물고기의 천적이 된다. 이물고기는 오로지 반호에서만 사는 특산종이기도 하다.

## 산란기와 어획
진주송어는 산란기가 4월~5월이 되는 봄이 되며 이때는 호수에서 염분이 많지 않은 곳으로 이동하거나 호수로 흘러들어가는 하천으로 올라가기도 한다. 한번에 400~500개의 알을 낳으며 수컷은 산란기에 암컷을 두고 싸우기도 한다. 진주송어는 상업용 어류로서 이곳에 사는 어부들에겐 유일한 식량이자 생계가 되며 반호의 근처 식당에선 진주송어를 이용한 요리도 나온다.

## 같이 보기
- 반호
- 잉어과